# Milena Jazbec
Milena Jazbec, slovenska inženirka agronomije, * 31. januar 1936, Mihalovci
Jazbečeva je leta 1961 končala študij na ljubljanski Fakulteti za agronomijo, gozdarstvo in veterinarstvo. Po diplomi se je zaposlila na Kmetijskem inštitutu Slovenije kjer je proučevala vplive herbicidov, oskrbe tal in gnojenje na rast ter rodnost sadnih rastlin in trte. Je soavtorica knjige V sadnem vrtu in avtorica več znanstvenih ter okoli 200 poljudnoznanstvenih ter strokovnih del.